# Liga Północna (1699)
Liga Północna – sojusz wojskowy zawarty w 1699 roku przez Danię, Saksonię i Rosję przeciwko Szwecji i Imperium osmańskiemu. W 1704 roku do Ligi Północnej dołączyła Rzeczpospolita Obojga Narodów (traktat narewski), a w 1718 Królestwo Prus i Hanower.